# Luke Lake
Luke Lake är en sjö i Kanada.   Den ligger i countyt Haliburton County och provinsen Ontario, i den sydöstra delen av landet, 200 km väster om huvudstaden Ottawa. Luke Lake ligger 420 meter över havet. Arean är 0,14 kvadratkilometer. Den ligger vid sjön Fishtail Lake.
I omgivningarna runt Luke Lake växer i huvudsak blandskog. Runt Luke Lake är det mycket glesbefolkat, med 3 invånare per kvadratkilometer.